# アセンブラージュ
アセンブラージュ株式会社（Assemblage）は、東京都渋谷区に本社を構えるアダルトゲーム製作会社である。
設立当初は本社（東京）にて、1998年頃から東京と大阪の開発室にて、数多くのブランドにより作品製作を行っていた。その後2005年に開発室を統合し、純愛系の「INDIGO」と陵辱系の「CARMINE」の2つのブランドを軸に製作を行っていた。活動を停止したブランドの作品の一部は「EX12」に取り扱いが移行され、ダウンロード販売されている。現在は音声収録スタジオを経営している。

## 作品一覧

### 設立時（1995年〜1999年）
ぷち
- 1995年11月22日 - Memories 〜白い夜空に舞う天使〜
- 1996年6月28日 - The BEAST BREEDERS
- 1996年8月13日 - メモリーズリフレイン 〜思い出はいつまでも〜
- 1996年9月20日 -  とらぶるあうとさいだ〜ず
- 1997年7月4日 - Graffiti
- 1997年9月26日 - METADOLL AI
- 1997年10月31日 - SweeperS!
- 1998年6月26日 -  BEAST BREEDERS BURNING
- 1998年7月17日 - 冬虫夏草

まぺっとぼっくす
- 1996年11月22日 - まぺっとぼっくす

VIOLATE（バイオレイト）
- 1997年12月19日 - 黒い衝動

KINGDOM
- 1998年12月11日 - めでぃかるFellows

Curecube（キュアキューブ）
- 1999年9月24日 - アルバムの中の微笑み

ぷちX
- 1999年11月26日 - アウトライン

### 東京開発室（1998年〜2005年）
Euphony Production（ユーフォニープロダクション）
- 1998年2月20日 - はぷにんぐJOURNEY
- 1999年4月28日 - My Friends
- 2000年3月31日 - 悲愛 -ヒアイ-
- 2000年6月30日 - 神語 〜かんがたり〜
- 2000年12月8日 - はぁとでネットワーク
- 2001年11月9日 - Memories Zero 〜蒼い光の約束〜

deeper
- 2003年1月31日 - 十二人の女教師
- 2003年4月25日 - でもんずげーと
- 2004年1月23日 - Under Ground 〜地下牢で泣く小羊たち〜
- 2004年10月1日 - 尋問姦

### 大阪開発室（1998年〜2005年）
Ather（エーテル）
- 1999年2月26日 - Campus 〜桜の舞う中で〜
- 2000年7月14日 - 好きだよっ!
- 2001年6月15日 - Campus NewEdition

たっちー（Touchy）
たっちーを参照。

### ブランド整理後（2005年〜）
INDIGO - 純愛系
- 2005年6月10日 - ふ・た・ば

CARMINE - 陵辱系
たっちー、deeperの後継ブランド
- 2005年8月26日 -  LUST SCRIPTER 〜妄想の具現者〜
- 2005年12月9日 - NOISE -ノイズ-
- 2006年4月7日 - Another Dimension 〜閉じ込められた学園〜
- 2007年4月13日 - 十二人の女教師 RE-INNOVATION 陰
- 2007年4月27日 - 十二人の女教師 RE-INNOVATION 散
- 2007年10月19日 - 空蝉に触れるもの
- 開発中止 - 妖淵拐牢

### 関連団体
EX12（EXTWELVE）
- 2006年12月15日 - 女教師DUO 恥辱の放課後
- 2006年12月15日 - 雛鳥の堕ちる音
- 2007年5月16日 - 夜姦診察
- 2007年7月13日 - 他人妻
- 2008年12月27日 - 他人妻 〜誘淫〜

## 主なスタッフ
原画
- 桜島サロマ子
- 神崎直哉

シナリオ
- チャック雅（現『株式会社スクルズ』代表）
- まこっちゃ

代表
- くるがみ龍

## 備考
- かつて「港の丘.net」というインターネットラジオ番組が配信されており、榊原ゆいらがパーソナリティを務めていた。
- Atherブランドで原画を手がけたきみづか葵は現在も同ブランドでシナリオを手がけた御子石大郁（当時の名義は御子石勇太）とのコンビで様々なブランドでゲームを手がけている。